# جيريمياه كليمنس
جيريمياه كليمنس (بالإنجليزية: Jeremiah Clemens)‏ (28 ديسمبر 1814-21 مايو 1865) كان عضوًا في مجلس الشيوخ الأمريكي وروائيًا من ولاية ألاباما. انتُخِب لملء الشاغر الذي تركه وفاة ديكسون هال لويس، وامتدت فترة عضويته منذ 30 نوفمبر عام 1849 حتى 4 مارس 1853. ألف كليمنس رواية توبياس ويلسون، وهي إحدى أولى روايات الحرب الأهلية الأمريكية، وكان أيضًا من أوائل كتّاب الروايات الغربية. 

## السيرة الشخصية
وُلد كليمنس في هنتسفيل في ولاية ألاباما في 28 ديسمبر عام 1814 لوالديه جيمس كليمنس، التاجر الذي هاجر إلى ألاباما مع زوجته مينيرفا (ميلز) كليمنس من بنسلفانيا عن طريق كنتاكي قبل وقت قصير من ولادة ابنهما. تلقى كليمنس تعليمًا جيدًا، فالتحق بكلية لاغرينج السابقة في ليتون في ألاباما، وجامعة ألاباما قبل دراسة القانون في جامعة ترانسيلفانيا. بدأ ممارسة القانون في هنتسفيل في عام 1834، وعُين النائب العام للمنطقة الشمالية من ولاية ألاباما في عام 1838. قضى دورة نيابية واحدة (1839-1841) في مجلس النواب في ألاباما. خدم في الجيش الأمريكي خلال الحرب المكسيكية، وترفع في النهاية إلى رتبة عقيد بجيش المتطوعين الأمريكي تقديرًا لخدمته.
انتُخِب كليمنس من قبل الهيئة التشريعية في ولاية ألاباما لإكمال ولايته كعضو في مجلس الشيوخ الأمريكي، وذلك بعد وفاة ديكسون هال لويس من مضاعفات ناتجة عن بدانة مرضية، ودامت مدة خدمته منذ 30 نوفمبر عام 1849 حتى مارس عام 1853. انتقل بعد انتهاء فترة خدمته إلى ممفيس في تينيسي للاهتمام ببعض المصالح، لا سيما ملكيته المشتركة لصحيفة ذا ممفيس إيغل آند إنكوايرِر، والتي كان محررًا فيها أيضًا.
جادل كليمنس الديمقراطي الاتحادي القوي في آرائه السياسية بشأن موضوع الانفصال، وقال إنه يجب تأجيله إلى أن يحين الوقت الذي ذكر فيه أبراهام لنكولن تحرير العبيد (وهو منصب عُرِف ممارسوه باسم «المتوقعين والعرافين» في جنوب ما قبل الحرب). عمل كليمنس ممثلًا عن مقاطعة ماديسون لاتفاقية ألاباما للانفصال، وذلك حيثما فاز هو وأمثاله من «المتوقعين والعرافين» بالأغلبية الساحقة من أصوات أنصار الانفصال.
أدت خبرته العسكرية ورتبته إلى تكليفه برتبة لواء في جيش ألاباما، وذلك بعد فترة وجيزة من تعيين جيفرسون ديفيس، وهو منصب استُبدِل بالقيادة في الجيش الكونفدرالي عند إنشائه، ولكنه استقال من هذا المنصب تمامًا في عام 1862 بسبب المعارضة السياسية لحرب الانفصال. لم يخدم في جيش الاتحاد ضد ألاباما، ولكنه لم يُخف وجهات نظره المؤيدة للاتحاد، وكتب إلى أعضاء مختلفين في حكومة لينكولن ووزارة الحرب الأمريكية، ونصحهم بأفضل طريقة لتهدئة الجنوب بطريقة سلمية، وكيفية التعامل مع إعادة الإعمار عند الهزيمة الحتمية للكونفدرالية. توفي تبعًا لأسباب طبيعية في 21 مايو عام 1865، وذلك قبل أن يكون له أي دور نشط في المصالحة الوطنية.

## روايات
كان كليمنس أكثر شهرة خارج ألاباما عندما كان روائيًا. كانت روايتا برنارد لايل (فيلادلفيا، 1853) وموستانغ غراي (1857) على الأقل روايات سير ذاتية جزئية كُتِبت في حرب الاستقلال في تكساس والحرب المكسيكية الأمريكية، وحصل كلاهما على إشادة نقدية في وقت صدورهما. كانت روايته الأخرى المنافسون (1859) عن العداء بين آرون بور وألكسندر هاميلتون. كانت روايته الأخيرة، توبياس ويلسون، التي نُشرت بعد وفاته في عام 1865، رواية للمؤيدين الاتحاديين الذين قاتلوا خلال الحرب الأهلية في جبال ألاباما بالقرب من مسقط رأس كليمنس في هنتسفيل. شارك أيضًا في التجهيز لتاريخ الحرب، وإعطاء نظرة ثاقبة في طابعها وأسبابها وإدارتها في شمال ألاباما، وتُرِك ذلك غير مكتمل بعد وفاته.